# Beggin'
Singles de The Four Seasons
Tell It to the Rain
(1966) C'mon Marianne
(1967)
Beggin’ est le titre d'une chanson composée par Bob Gaudio et Peggy Farina et popularisée par le groupe The Four Seasons en 1967.

## Historique
Bob Gaudio écrit cette chanson alors qu'il n'a plus composé de single pour les Four Seasons depuis Girl Come Running, sorti en juin 1965.
Beggin’ est le second single extrait de l'album New Gold Hits
Le titre se classe 16e au Billboard Hot 100.
En 2007, la chanson trouve une nouvelle popularité après avoir été remixée par le DJ français Pilooski, puis reprise par le groupe de hip-hop norvégien Madcon.
En 2021, elle regagne à nouveau en popularité avec la reprise du groupe de rock italien Måneskin.

## Reprises

### Reprise de Madcon
Singles de Madcon
Infidelity
(2004) Back on the Road
(2008)

#### Liste des titres

##### CD single
1. Beggin (original version) — 3:38
2. Beggin (demolition disco remix) — 5:41

##### maxi CD
1. Beggin (original version) — 3:38
2. Beggin (phreak inc. remix) — 4:11
3. Beggin (demolition disco remix) — 5:41
4. Beggin (DJ Size Rocfam remix) — 3:09
5. Beggin (video)

##### Téléchargement
1. Beggin (original version) — 3:38

#### Classements hebdomadaires
| Classement (2007-09)                    | Meilleure position |
| --------------------------------------- | ------------------ |
| Allemagne (Media Control AG)            | 7                  |
| Autriche (Ö3 Austria Top 40)            | 7                  |
| Belgique (Flandre Ultratop 50 Singles)  | 20                 |
| Belgique (Wallonie Ultratop 50 Singles) | 1                  |
| Canada (Hot 100)                        | 42                 |
| Espagne (PROMUSICAE)                    | 4                  |
| États-Unis (Hot 100)                    | 79                 |
| États-Unis (Pop Airplay)                | 32                 |
| France (SNEP)                           | 1                  |
| Hongrie (Rádiós Top 40)                 | 2                  |
| Irlande (IRMA)                          | 8                  |
| Israël (Media Forest)                   | 1                  |
| Italie (FIMI)                           | 8                  |
| Norvège (VG-lista)                      | 1                  |
| Pays-Bas (Nederlandse Top 40)           | 1                  |
| Tchéquie (IFPI Rádio)                   | 4                  |
| Royaume-Uni (UK Singles Chart)          | 5                  |
| Royaume-Uni (UK R&B Chart)              | 1                  |
| Slovaquie (IFPI Rádio)                  | 15                 |
| Suède (Sverigetopplistan)               | 11                 |
| Suisse (Schweizer Hitparade)            | 5                  |
| Turquie (Turkey Top 20)                 | 2                  |

#### Certifications
| Pays      | Certification | Date            | Ventes certifiées | Ventes physiques  | Téléchargements  |
| --------- | ------------- | --------------- | ----------------- | ----------------- | ---------------- |
| France    | Argent        | 23 octobre 2008 | 100 000           | 104 350 (en 2008) | 84 070 (en 2008) |
| Allemagne | Or            | 5 avril 2011    | 150 000           | -                 | -                |
| Russie    | Or            | 15 juillet 2010 | 100 000           | -                 | +100 000         |

### Reprise de Måneskin
En 2017, le groupe Måneskin enregistre une reprise de la chanson pour leur EP Chosen, à la suite de leur performance à X Factor en Italie. En mai 2021, la reprise gagne en popularité sur le réseau social TikTok après la victoire du groupe à l'Eurovision.

#### Classements hebdomadaires
| Classement (2017-21)                                | Meilleure position |
| --------------------------------------------------- | ------------------ |
| Allemagne (Media Control AG)                        | 1                  |
| Australie (ARIA)                                    | 3                  |
| Autriche (Ö3 Austria Top 40)                        | 1                  |
| Belgique (Flandre Ultratop 50 Singles)              | 4                  |
| Belgique (Wallonie Ultratop 50 Singles)             | 21                 |
| Canada (Canadian Hot 100)                           | 9                  |
| Danemark (Tracklisten)                              | 4                  |
| Espagne (PROMUSICAE)                                | 17                 |
| États-Unis (Billboard Hot 100)                      | 29                 |
| États-Unis (Billboard Hot Rock & Alternative Songs) | 2                  |
| Finlande (Suomen virallinen lista)                  | 23                 |
| France (SNEP)                                       | 5                  |
| Grèce (IFPI)                                        | 1                  |
| Hongrie (Rádiós Top 40)                             | 33                 |
| Hongrie (Single Top 40)                             | 4                  |
| Hongrie (Stream Top 40)                             | 2                  |
| Islande (Plötutíðindi)                              | 6                  |
| Irlande (IRMA)                                      | 37                 |
| Israël (Media Forest)                               | 3                  |
| Italie (FIMI)                                       | 15                 |
| Lettonie (EHR)                                      | 2                  |
| Lituanie (Agata)                                    | 1                  |
| Norvège (VG-lista)                                  | 2                  |
| Nouvelle-Zélande (RMNZ)                             | 3                  |
| Pays-Bas (Nederlandse Top 40)                       | 15                 |
| Pays-Bas (Single Top 100)                           | 1                  |
| Portugal (AFP)                                      | 1                  |
| Royaume-Uni (UK Singles Chart)                      | 6                  |
| Slovaquie (IFPI Rádio)                              | 38                 |
| Slovaquie (IFPI Singles Digitál)                    | 1                  |
| Suède (Sverigetopplistan)                           | 5                  |
| Suisse (Schweizer Hitparade)                        | 1                  |
| Tchéquie (IFPI Singles Digitál)                     | 1                  |
| Ukraine (Tophit)                                    | 25                 |

#### Certifications
| Région | Certification | Ventes/Streams |
| --- | ------------- | -------------- |
| Australie (ARIA) | Platine       | 70 000^        |
| Autriche (IFPI) | Platine       | 30 000x        |
| Danemark (IFPI) | Or            | 45 000^        |
| Espagne (PME) | Platine       | 40 000^        |
| États-Unis (RIAA) | Or            | 500 000^       |
| Grèce (IFPI) | Or            | 1 000 000^     |
| Italie (FIMI) | Or            | 70 000‡        |
| Nouvelle-Zélande (RMNZ) | Or            | 15 000*        |
| Portugal (AFP) | Or            | 50 000x        |
| Royaume-Uni (BPI) | Argent        | 200 000‡       |
| *Ventes selon la certification ^Mise en rayon selon la certification xNon précisé par la certification ‡ventes/streaming selon la certification |               |                |

### Autres reprises
En 1968, elle est reprise en France par Claude François qui l'a rebaptisée Reste. La même année, le groupe britannique de Northern soul, Timebox (en), reprend la chanson et se classe 38e dans leur pays. En 1974, les néerlandais de Shocking Blue font une reprise, présente sur leur album Good Times.
En 2007, le DJ français Pilooski remixe la version des Four Seasons. Cette version se classe 32e au Royaume-Uni et même 1er au UK Dance Chart.
En 2008, le girl group britannique The Saturdays, après les versions de Pilooski et Madcon, enregistre sa propre version, comme face B de leur single "Issues". Elles interprètent ensuite Beggin’ en version acoustique dans l'émission Live Lounge sur BBC Radio 1's ainsi que sur leur The Work Tour en 2009. En juin 2009, le néerlandais Bertolf enregistre une version semi-acoustique en live sur la radio 3FM.

## Dans la culture populaire

### Cinéma
La version des Four Seasons clôture le film Tellement Proches (2009), avant d'être employée dans la bande annonce du film Bad Teacher.
La version de Madcon est utilisé lors d'un battle de dance, dans le film Step Up 3.

### Publicités
En 2009, une version remixée est utilisée comme le thème principal de la campagne publicitaire majeure d'Adidas, House Party, célébrant son 60e anniversaire. On peut y voir notamment David Beckham, Missy Elliott, Katy Perry, The Ting Tings, Kevin Garnett, Young Jeezy, Russell Simmons, Estelle, Redman et Method Man.
Beggin’ apparaît dans plusieurs publicités d'Axa en 2010.